# Powiat Strelno
Ten artykuł należy dopracować:

przedstawiono sytuację tylko z niemieckiej perspektywy – artykuł powinien być przekrojowy.
Pomóż go poprawić. 

Położenie powiatu Strelno na mapie Prowincji Poznańskiej.

Powiat Strelno (niem. Landkreis Strelno, Kreis Strelno; pol. powiat strzelneński) - dawny powiat pruski, znajdujący się od 1886 do 1920 w granicach rejencji bydgoskiej w Prowincji Poznańskiej. Teren dawnego powiatu należy obecnie do Polski stanowiąc część województwa kujawsko-pomorskiego. Siedzibą władz powiatu było miasto Strzelno (Strelno).

## Historia
Tereny dawnego powiatu po I rozbiorze Polski od 1772 do 1807 należały do Obwodu Nadnoteckiego w prowincji Prusy Zachodnie. W roku 1807 po pokoju w Tylży tereny zwrócono Polsce. Powiat powstał 1 lipca 1886 z południowych terenów powiatu Inowrazlaw pod nazwą Kreis Strelno. Do powiatu należały dwa miasta: Strzelno (Strelno) oraz Kruszwica (Kruschwitz). Podczas powstania wielkopolskiego powiat został zajęty przez Polaków. W wyniku traktatu wersalskiego dnia 10 lutego 1920 powiat włączono do Polski i nazwę powiatu zmieniono na powiat strzelneński.
Landartowie:
•Herman Otto Giessel (1886-1887)
•Walter Ludwig Victor Friedrich Herbert Hassenpflug (1887-1899)
•Gottfried Jakob Ludwig von Kritzler (1899-1902)
•Max Friedrich Wilhelm Robert Hausleutner (1902-1912)
•Karl Max Alfred Kieckebusch (1912-1918)
•Paul Louis Eduard von Krause (1918-1919)